# Sean Dylan Kelly
Sean Dylan Kelly (Hollywood, 17 maggio 2002) è un pilota motociclistico statunitense, vincitore nel 2021 del campionato MotoAmerica Supersport.

## Carriera
Nel 2019 Kelly debutta nella AMA Supersport (MotoAmerica Supersport) a bordo della Suzuki GSX-R600. Nella sua prima stagione ottiene due vittorie e altri cinque podi finendo al quarto posto in classifica. Durante la 200 Miglia di Daytona diventa il più giovane pilota di sempre a conquistare la pole position. Lo stesso anno viene chiamato dal team American Racing KTM per sostituire Iker Lecuona durante l'ultima prova del motomondiale in Moto2 al GP della Comunità Valenciana.  
L'anno seguente continua nel MotoAmerica Supersport, ottiene cinque vittorie, per un totale di undici podi in diciotto corse. Kelly conclude la stagione al secondo posto dietro al campione Richie Escalante. Nel 2021, rimasto per un altro anno nel campionato statunitense, riesce a vincerlo, ottenendo dodici vittorie.  
Nel 2022 viene ingaggiato dal team American Racing per l'intera stagione del motomondiale in Moto2. Nel Gran Premio del Portogallo arriva tredicesimo ottenendo i suoi primi punti nel motomondiale, in seguito arriva undicesimo nel Gran Premio di Thailandia. Per la stagione seguente il pilota statunitense rimane con il team in Moto2 salvo poi rescindere il contratto a campionato in corso. Contestualmente trova l'accordo per disputare alcune delle gare successive con il team Forward Racing in sostituzione dell'infortunato Álex Escrig. In occasione del Gran Premio dell'India si classifica quindicesimo conquistando il primo punto stagionale per la motocicletta elvetica e termina il campionato al ventinovesimo posto.

## Risultati nel motomondiale
| 2019 | Classe | Moto |  |  |  |  |  |  |  |  |  |  |  |  |  |  |  |  |  |  |     |  |  |  | Punti | Pos. |
| ---- | ------ | ---- |  |  |  |  |  |  |  |  |  |  |  |  |  |  |  |  |  |  | --- |  |  |  | ----- | ---- |
| 2019 | Moto2  | KTM  |  |  |  |  |  |  |  |  |  |  |  |  |  |  |  |  |  |  | Rit |  |  |  | 0     |      |

| 2022 | Classe | Moto  |    |     |     |    |    |    |    |    |    |    |    |    |     |     |    |    |    |    |    |    |  |  | Punti | Pos. |
| ---- | ------ | ----- | -- | --- | --- | -- | -- | -- | -- | -- | -- | -- | -- | -- | --- | --- | -- | -- | -- | -- | -- | -- |  |  | ----- | ---- |
| 2022 | Moto2  | Kalex | 25 | Rit | Rit | 17 | 13 | 22 | 20 | 23 | 21 | 17 | 19 | 22 | Rit | Rit | 21 | 19 | 11 | 18 | 18 | 18 |  |  | 5,5   | 29º  |

| 2023 | Classe | Moto            |    |     |    |     |    |    |    |     |     |     |     |    |    |    |  |  |  |    |     |    |  |  | Punti | Pos. |
| ---- | ------ | --------------- | -- | --- | -- | --- | -- | -- | -- | --- | --- | --- | --- | -- | -- | -- |  |  |  | -- | --- | -- |  |  | ----- | ---- |
| 2023 | Moto2  | Kalex e Forward | 20 | Rit | 18 | Rit | 16 | 19 | 17 | Rit | Inf | inf | Inf | 20 | 15 | 23 |  |  |  | 19 | Rit | 26 |  |  | 1     | 29º  |

| Legenda | 1º posto        | 2º posto            | 3º posto            | A punti      | Senza punti        | Grassetto – Pole position Corsivo – Giro più veloce |
| Legenda | Gara non valida | Non qual./Non part. | Ritirato/Non class. | Squalificato | '-' Dato non disp. | Grassetto – Pole position Corsivo – Giro più veloce |